# Есмералда (бронепалубен крайцер, 1883)
Вижте пояснителната страница за други значения на Есмералда.
Есмералда (на испански: Esmeralda) е бронепалубен крайцер. Построен е във Великобритания за Чили, става родоначалник на класа на т.нар. „елсуикски крайцери“ – бронепалубни крайцери снабдени с артилерия голям калибър. Третия кораб на Чилийския флот, който носи това име. Впоследствие е купен от Япония за Японския Императорски флот, преименуван на „Изуми“ (和泉), взема участие в Руско-японската война.
Името си носи в чест на древната Японска провинции Изуми.

## Проектиране и построяване
Крайцерът е проектиран от конструктора Джордж Уитуйк Рендел (на английски: George Wightwick Rendel) и представлява развитие на проекта за неброниран крайцер „Артуро Прат“, с подобрена мореходност и автономност.
Джордж Рендел и неговата „Есмералда“ поразяват въображението на своите съвременници. Напълно лишеният от рангоут, дълъг и тесен кораб развива рекордна скорост – 18,3 възела и носо свръхмощно, за своите 2800 т водоизместимост, въоръжение: две 254-mm и шест 152-mm оръдия.
„Есмералда“ официално се счита за основоположник на т. нар. „елсуикски крайцери“, които масово започват да се поръчват за производство от „Армстронг“ от много чужди държави. Руското военноморско ведомство високо оценява крайцера „Есмералда“, така например, адмирал С. О. Макаров го нарича „идеалната бойна машина“.

## Описание на конструкцията
Корпусът е стоманен гладкопалубен, с таранен форщевен. Има две мачти и два комина. Височината на надводния борд е 3,6 метра, няма двойно дъно. Бронираната палуба е под водолинията, за първи път по цялата дължина на кораба. Бронята е стоманена, дебелината на палубата – 51 mm над погребите, 25 mm над машините, 12,7 mm по краищата. Допълнителна защита на механизмите се осигурява от разположени надлъжно по бордовете въглищни бункери. Надлъжно по бордовете има водонепроницаема преграда (кофердам) пълна с корк, с предназначение да пази от потъване.
По проект основното въоръжение са две 254 mm (25-тонни) нескорострелни оръдия на „Армстронг“, в барбети и шест 152 mm (4-тонни) оръдия „Армстронг“, поставени в спонсони.

## История на службата в Чилийския флот
Крайцерът „Есмералда“ влиза в състава военноморския флот на Чили през юли 1884 г.
През 1891 г. крайцерът взема активно участие в Гражданската война в Чили (1891) между привържениците на Конгреса от една страна и поддръжниците на президента Хосе Мануел Балмаседа от друга, ставайки най-силния боен кораб на конгресионалистите. В периода 19 и 21 август 1891 г. крайцерът „Есмералда“ води стрелба по брега, подсигурявайки десант на войските на конгреса, деморализирайки с огъня на своите тежки оръдия правителствените войски.
През март 1894 г. корабът е изпратен при производителя за смяна на котлите, поставяне на ново въоръжение и други промени от опита на бойните действия. Междувременно чилийското правителство решава да продаде кораба на Япония, която има остра нужда от попълване на флота във връзка със започналата война с Китай. За да се избегнат обвинения в нарушение на неутралитета, продажбата на крайцера се осъществява през Еквадор. Приемането на кораба от японския екипаж става на 15 ноември 1894 г. на Галапагоските острови.

## История на службата в Японския флот
Крайцерът е закупен по извънредната програма за усилване на флота, приета с началото на Японо-китайската война (1894 – 1895). Зачислен е в състава на флота на 15 ноември 1894 г. и на 5 февруари 1895 г. крайцерът пристига в Йокосука, но до края на бойните действия не успява да премине приемните изпитания.

### Междувоенен период
На 21 март 1898 г. „Изуми“ е прекласифициран на крайцер от 3-ти ранг.
1900 г. в хода на погасяването на боксерското въстание „Изуми“ съпровожда транспорти с японски войски, прехвърляни в Китай.
В периода 1899 – 1901 г. преминава модернизация, в хода на която, за повишаване на устойчивостта, от крайцера са свалени бойните марсове, основното артилерийско въоръжение е заменено със скорострелни оръдия по-малък калибър, сменени са торпедните апарати.

### Руско-японска война
Преди началото на руско-японската война крайцера „Изуми“ влиза в състава на 6-и боен отряд на 3-та ескадра на Обединения флот, специално сформиран за наблюдение на Корейския пролив и действие против Владивостокския отряд крайцери. От 6 февруари 1904 г. крайцера в състава на своя отряд пристъпва към стражева служба, базиран в залива Такешики (на остров Цушима).

### Край на службата
След войната крайцера е преквалифициран на спомагателен кораб, а на 1 април 1912 г. е изваден от състава на флота и предаден за скрап.
Носовото украшение на крайцера днес се намира на кораба-музей „Микаса“